# Mars (gud)
 For alternative betydninger, se Mars. (Se også artikler, som begynder med Mars)
Mars er krigsgud i romersk mytologi, samt den romerske nations og de romerske hæres forkæmper. Søn af gudinden Juno og en magisk blomst (eller Jupiter). Han var guden for frugtbarhed og natur før han blev associeret med den græske gud Ares – måske på grund af det romerske riges øgede militaristiske aktiviteter. Han er fader til Romulus og Remus, Roms grundlæggere.
Han er meget lig den græske gud Ares, den etruskiske gud Maris og den nordiske gud Tyr.
Planeten Mars er opkaldt efter denne gud, at det lige netop er denne planet, kan skyldes den røde farve (som signalerer aggression).
Navnet på måneden marts kommer af Mars.